# Cay Lienau
Cay Lienau (* 3. Juli 1937 in Lübeck) ist ein deutscher Altphilologe und Geograph.

## Leben
Cay Lienau studierte Klassische Philologie und Geographie in Freiburg im Breisgau, Rom und Kiel, er war Stipendiat des Evangelischen Studienwerkes Villigst. 1963 wurde er im Fach Gräzistik bei Hans Diller in Kiel mit der Edition der hippokratischen Schrift Περὶ ἐπικυήσιος (Peri epikyesios, Von der Überschwängerung) zum Dr. phil. promoviert. Anschließend war er wissenschaftlicher Assistent für Gräzistik an der Universität Gießen. Nach seinem Wechsel zur Geographie war er wissenschaftlicher Mitarbeiter von Harald Uhlig und Walther Manshard. 1974 habilitierte er sich in Geowissenschaften mit einer Arbeit über Wirtschafts- und Bevölkerungsentwicklung im Westpeloponnes.
Von 1974 bis 2002 war Lienau Professor für Geographie an der Universität Münster. Sachliche Schwerpunkte seiner Forschungstätigkeit sind Siedlungs-, Bevölkerungs- und Sozialgeographie, allgemeine Landeskunde, regionale Schwerpunkte Griechenland und Südosteuropa. Er war von 2002 bis 2014 Mitglied der Kommission für interdisziplinäre Südosteuropa-Forschung der Göttinger Akademie der Wissenschaften und von 2000 bis 2004 Vorsitzender des wissenschaftlichen Beirates der Südosteuropa-Gesellschaft (München). Er unternahm Forschungsreisen in Afrika, Sibirien, Griechenland und Südosteuropa.
Lienau engagiert sich vielfältig auf dem Gebiet der deutsch-griechischen Beziehungen und des deutsch-griechischen Kulturaustausches, ist Mitbegründer und von 1977 bis 2005 Erster Vorsitzender der Deutsch-Griechischen Gesellschaft Münster, die seit 1996 das Münstersche Griechenland-Seminar veranstaltet. Von 1979 bis 2018 wirkte er auch als Mitglied im Vorstand der Vereinigung der Deutsch-Griechischen Gesellschaften. Er war von 2006 bis 2018 Mitherausgeber und Redakteur von deren Fachzeitschrift Hellenika – Jahrbuch für griechische Kultur und deutsch-griechische Beziehungen. Zusammen mit Horst-Dieter Blume war er Herausgeber der Reihe Choregia – Münstersche Griechenland-Studien, in der von 2002 bis zur Einstellung der Reihe im Jahr 2018 sechzehn Bände zu Themen der Kultur, Geographie und Geschichte des modernen Griechenland erschienen.

## Schriften (Auswahl)
- (mit Hermann Mattes): Griechenlands Nordosten. Eine geographisch-ökologische Landeskunde. LIT Münster 2018
- Christen und Muslime in ethnisch-religiös gemischten Siedlungen auf der östlichen Balkan-Halbinsel; in: Abh. d. Akad. d. Wiss. Göttingen N. F. Bd. 24, de Gruyter  Berlin/Boston 2014, S. 459–486.
- Die griechische Gastarbeiterwanderung und ihre Auswirkungen auf Herkunfts- und Zielgebiete; in: W. Schultheiß und E. Chrysos (Hrsg.), Meilensteine deutsch-griechischer Beziehungen, Athen 2012, S. 263–273.
- Staatlich-nationale Erinnerungskultur in Griechisch-Thrakien; in: Abh. d. Akad. d. Wiss. Göttingen N. F. Bd. 12, de Gruyter  Berlin/Boston 2011, S. 357–378.
- (Hrsg.): Raumstrukturen und Grenzen in Südosteuropa. München 2001.
- (mit Hermann Mattes): Natur und Mensch am Jenissei. Berichte aus dem Arbeitsgebiet Entwicklungsforschung 23, Münster 2001.
- Die Siedlungen des ländlichen Raumes. Das Geographische Seminar. Westermann Schulbuchverlag, 4. Aufl. Braunschweig 2000
- Die Siedlungen der Mani; in: Abh. d. Akad. d. Wiss. Göttingen 1996, Phil.-Hist. Klasse 3.F., 212, S. 198–221.
- Griechenland. Geographie eines Staates der europäischen Südperipherie. Darmstadt 1989.
- (mit Günter Prinzing): Albanien. Beitrag zur Geographie und Geschichte. Münster 1986.
- Malawi. Geographie eines unterentwickelten Landes, Darmstadt 1981
- Griechenland in Südosteuropa – Geographie und Kulturgeschichte. Zusammengestellt, überarbeitet und herausgegeben von Thede Kahl. (Cultural Crossroads: Greece and Beyond, Band 2). 2024.